# Sueliton Pereira
Sueliton Pereira de Aguiar (19 de agosto de 1986) es un futbolista brasileño. Juega de lateral derecho y su equipo actual es el Joinville del Brasileirão.

## Trayectoria
Fue el primer refuerzo del club vallecano en su vuelta a la Primera División en 2011 procedente del Esporte Clube São José, donde disputaba el Campeonato Gaucho y en el que fue elegido el mejor lateral derecho de 2011. Durante la temporada 2011/2012 no disputó ningún partido de liga con el Rayo Vallecano, pero sí debutó con el equipo en Copa del Rey en el partido contra el Racing de Santander en El Sardinero, permaneciendo allá hasta 2013 cuando fue contratado por el Criciúma . Después de una buena temporada en el club catarinense, el jugador firmó con el Atlético Paranaense el 14 de enero de 2014. Pero aún haciendo una buena temporada, Sueliton dejó el Atlético. El 19 de febrero de 2015, se confirmó su llegada al Joinville.

## Clubes
| Club                | Año       | Campeonato        | Partidos | Goles |
| ------------------- | --------- | ----------------- | -------- | ----- |
| ABC FC              | 2010      | Serie C           | 6        | 0     |
| São José-RS         | 2011      | Campeonato Gaucho | 15       | 2     |
| Rayo Vallecano      | 2011-2013 | Primera División  | 3        | 0     |
| Criciúma            | 2013      | Série B           | 47       | 2     |
| Atlético Paranaense | 2014      | Brasileirão       | 39       | 0     |
| Joinville           | 2015-     | Brasileirão       | 11       | 0     |